# Sanita Pušpure
Sanita Pušpure ([ˈsɑn̪it̪ɑ ˈpuʃpure] ; née le 21 décembre 1981 à Riga en Lettonie soviétique) est une rameuse lettonne naturalisée irlandaise en 2011. 

## Biographie
Après avoir représenté son pays natal en tant que junior, elle s'installe en Irlande en 2006 dont elle prend la nationalité sportive en 2010.
Elle est médaillée de bronze en skiff aux Championnats d'Europe d'aviron 2014 à Belgrade et aux Championnats d'Europe d'aviron 2016 à Brandebourg-sur-la-Havel.
En 2018, elle devient la première championne du monde de son nouveau pays, en skiff, à Plovdiv. L'année suivante, elle est sacrée championne d'Europe en skiff devant la Suisse Jeannine Gmelin et la Tchèque Miroslava Knapková. Elle conserve son titre mondial en skiff en 2019.